# Кам'яні споруди та технології обробки каменю народів Америки

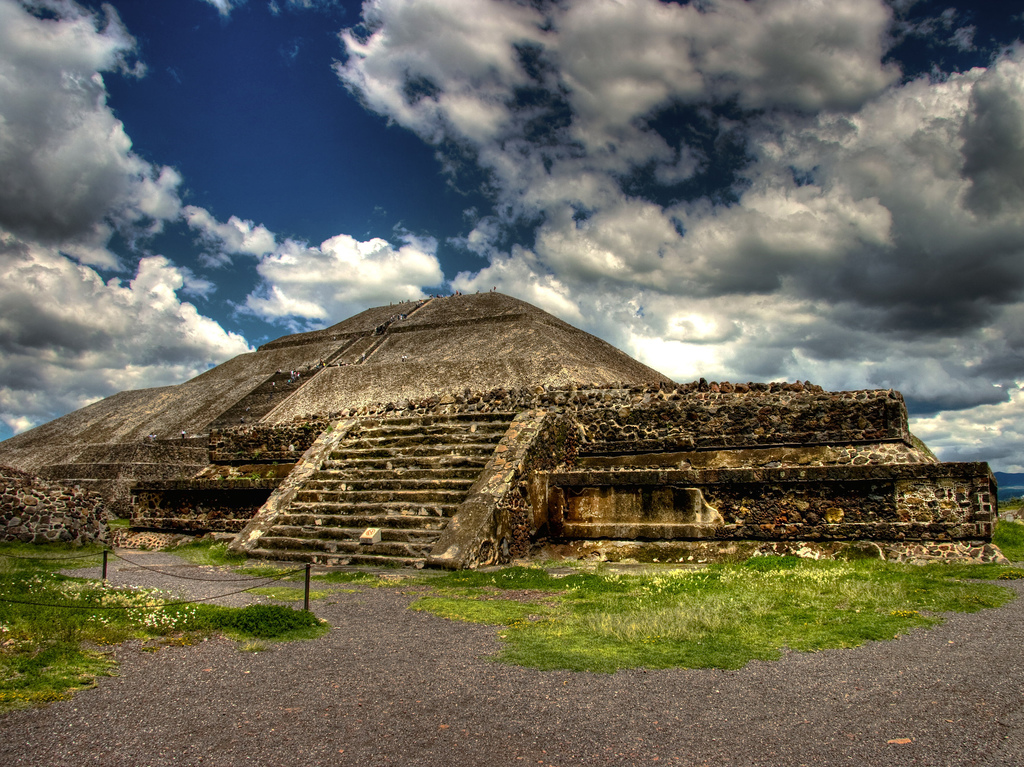
Піраміда Сонця, Теотіуакан

Кам'яне будівництво та технології обробки каменю народів Америки — самобутня частина історії корінних народів Америки.

## Будівлі та артефакти

### Теотіуакан
Обсяги каменевидобувних та каменеобробних робіт індіанців Америки масштабні — у доколумбовому місті Теотіуакан, що неподалік Мехіко, розташовані найбільші піраміди Месоамерики, зокрема піраміда Сонця і піраміда Місяця. Піраміда Сонця є другою за висотою у світі після піраміди Хеопса в Єгипті). Вона побудована близько 150 р. до н. е. і являє 5-ярусну споруду з плоскою вершиною. Її висота — 64,5 м, довжина сторін при основі 211, 207, 217 і 209 метрів, загальний об'єм — 993 тис. куб. метрів. Піраміда Сонця виконана з каменю, глини та землі. Піраміда Місяця побудована між 200 і 450 роком н. е., її висота — 42 м.

### Саксайваман
Фортеця Саксайваман, що височить над стародавньою столицею інків Куско, вражає масивністю своїх стін. Вони складені з велетенських майстерно підігнаних один до одного каменів андезиту вагою від кілограмів до 150 т. Особливістю є так звана «інкська кладка» — яка відрізняється відсутністю симетрії і зв'язуючих (цементу, вапна) й надзвичайною притертістю сусідніх каменів. Складається враження «злипання» каменів. Поряд з фортецею — кар'єр, в якому вирізані прямокутні й гранчасті гроти, кімнати, переходи, сходинки — при цьому більшість поверхонь відшліфовано.

### Пума Пунку
Донині залишається незрозумілою технологія виготовлення та призначення каменів Пума Пунку («Ворота Пуми») в Болівії поблизу старовинного міста Тіуанако. Кам'яні блоки храмового комплексу Пума Пунку — це лише наймасивніші моноліти, вагою від 22 до 1000 тонн (менші протягом тисячоліть населення взяло для своїх потреб), із червоного граніту, андезиту й сірого діориту — твердих і міцних порід, що важко піддаються обробці. Тим не менше, вони майстерно оброблені, в них з великою точністю вирізано пази, кромки, отвори, східчасті площини усередині моноліту складної геометричної форми, карнизи, лунки, замки. І це не архітектурні деталі, не частини кам'яних фризів тощо, а технологічні елементи — як у деталей дитячого «конструктора». Встановлено, що частину блоків для Пума Пунку добували в гранітному кар'єрі за 60 км від будівельного майданчика, і потім піднімали у місто — на 4000 м над рівнем моря.
Для скріплення блоків невідомі стародавні будівельники використовували металеві штирі заліза, міді й нікелю. Пам'ятка датується від 1500 року до н. е до 1000 року н. е.

## Галерея

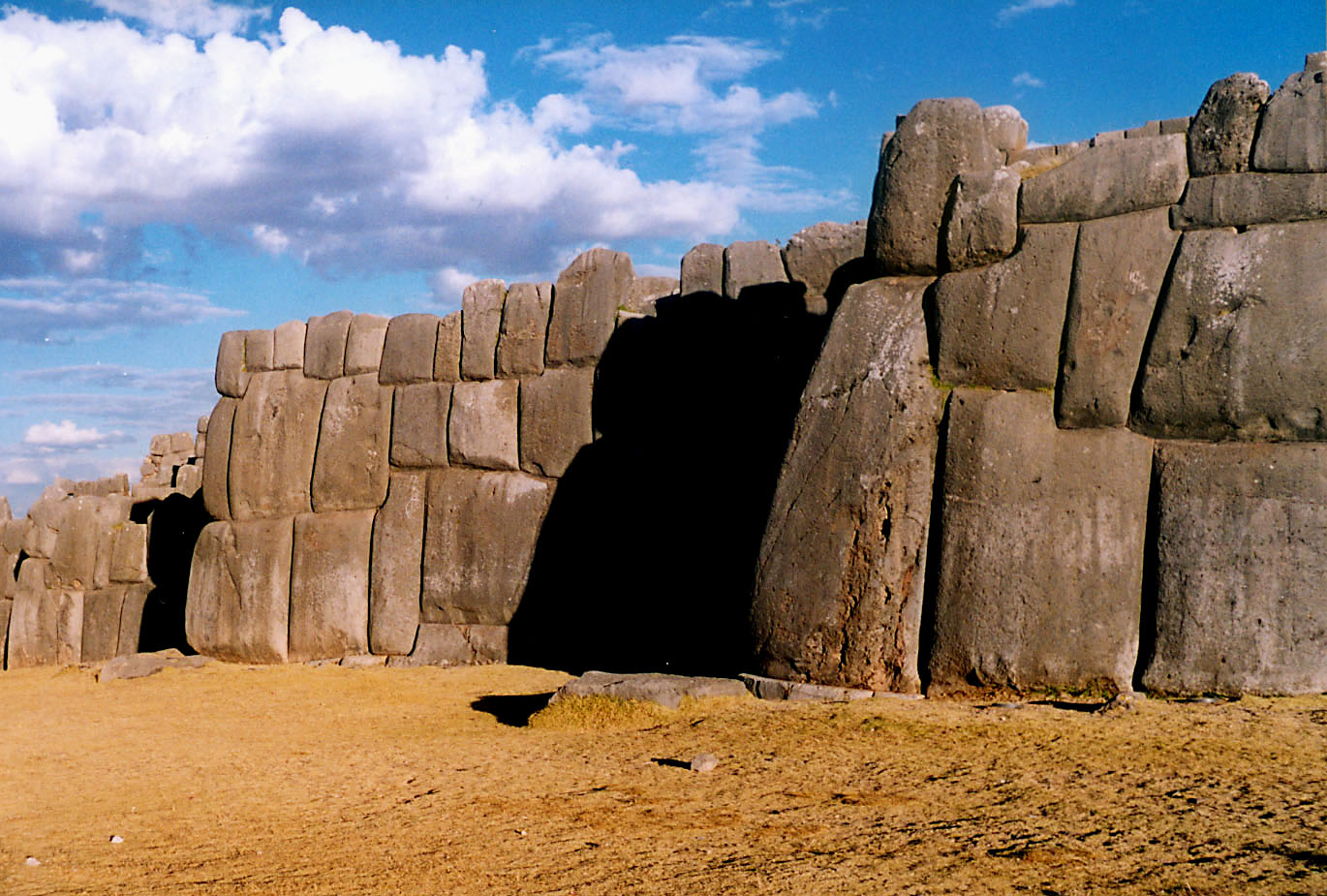
Фортеця Саксайуаман
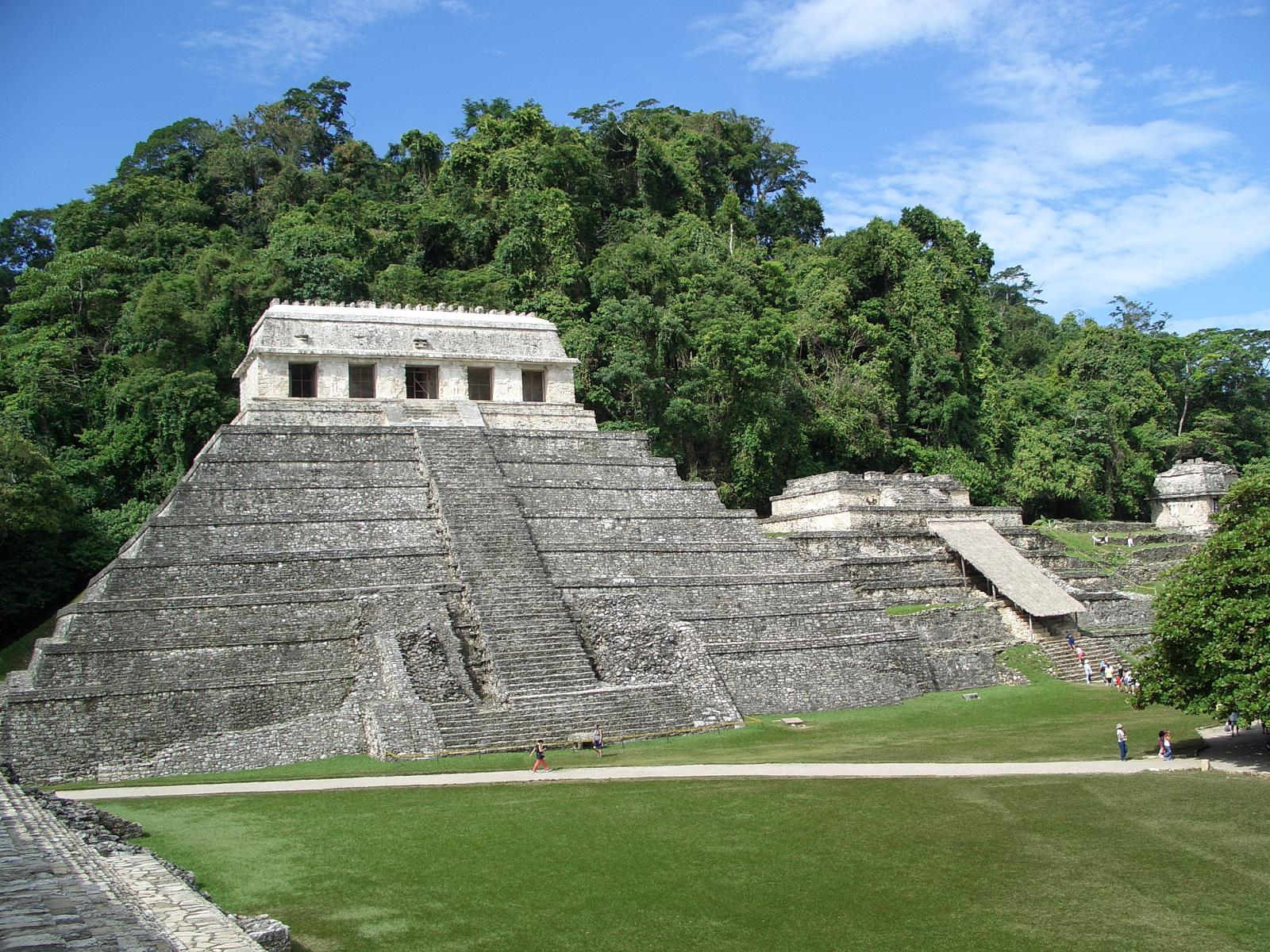
Паленке, Храм
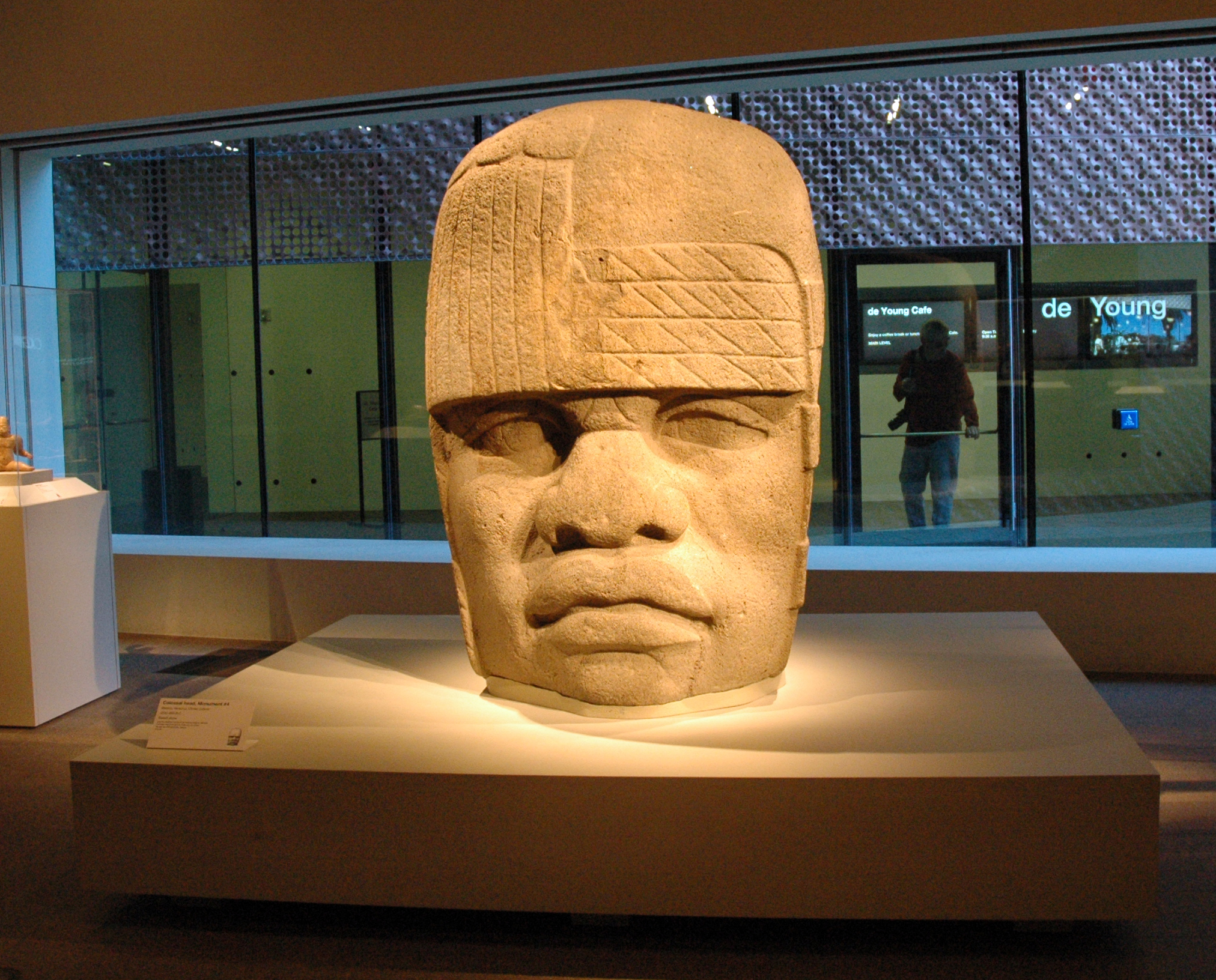
Кам'яна голова, культура ольмеків
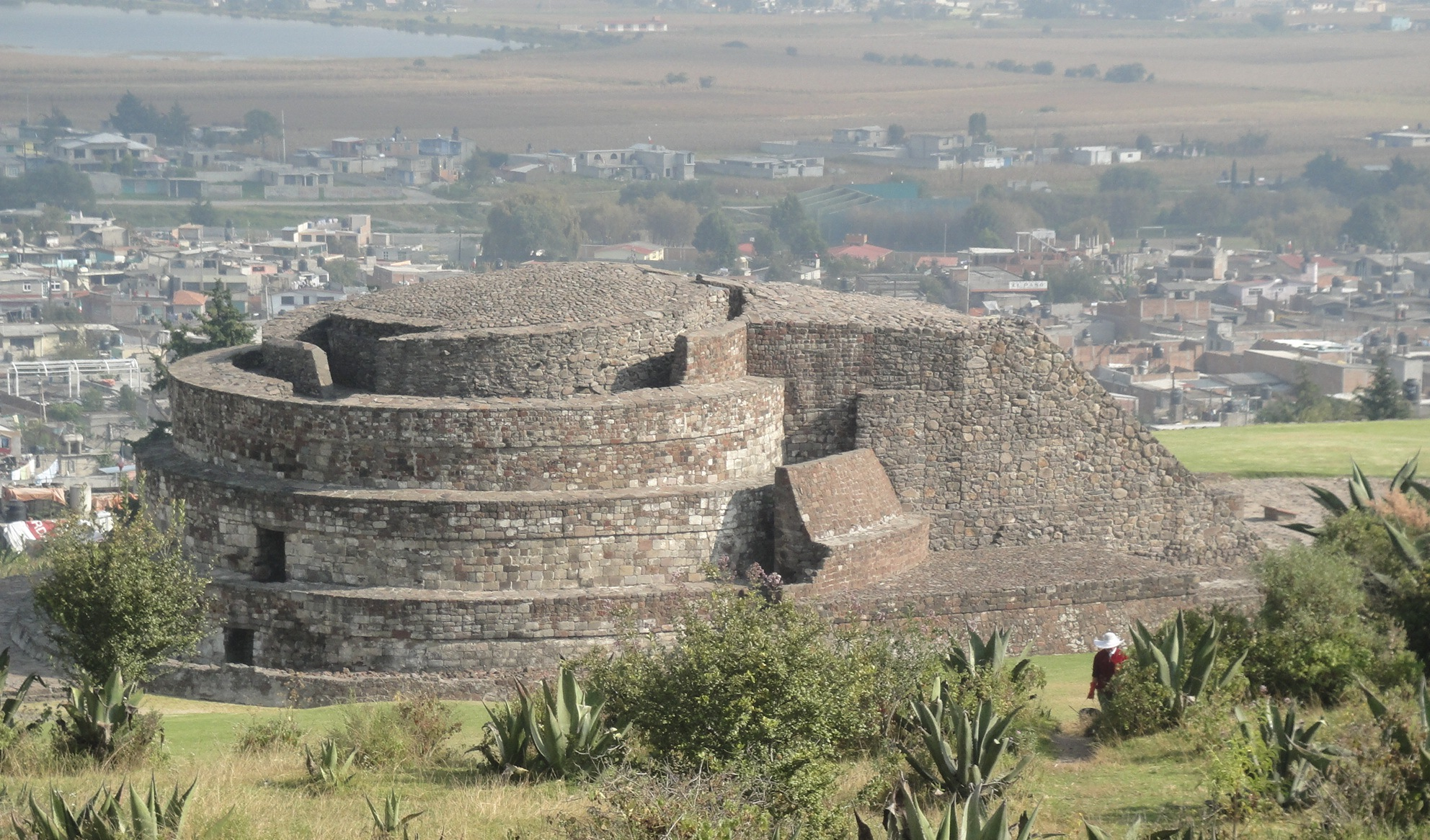
Храм де Ехекатл
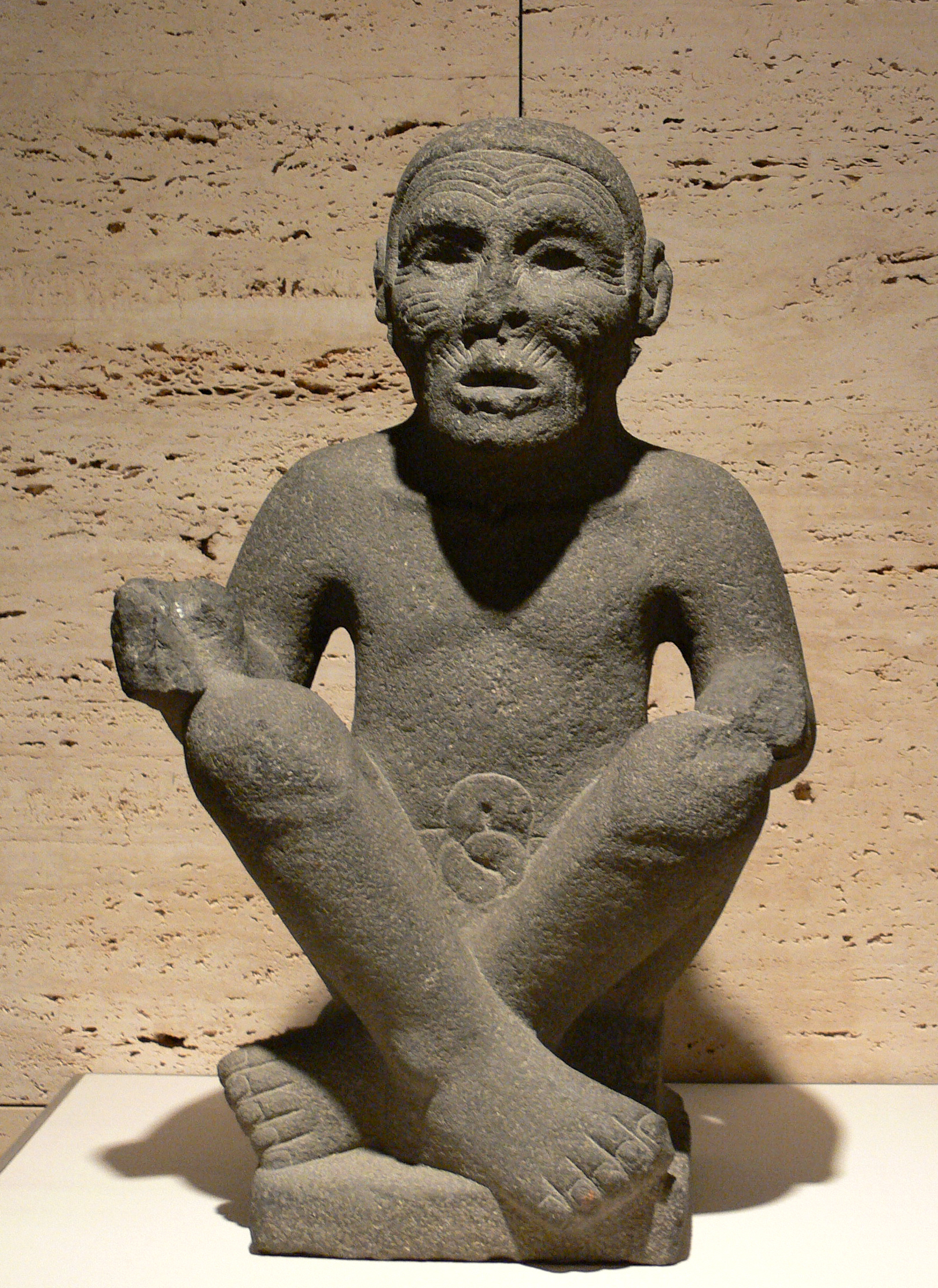
Ацтекська кам'яна скульптура
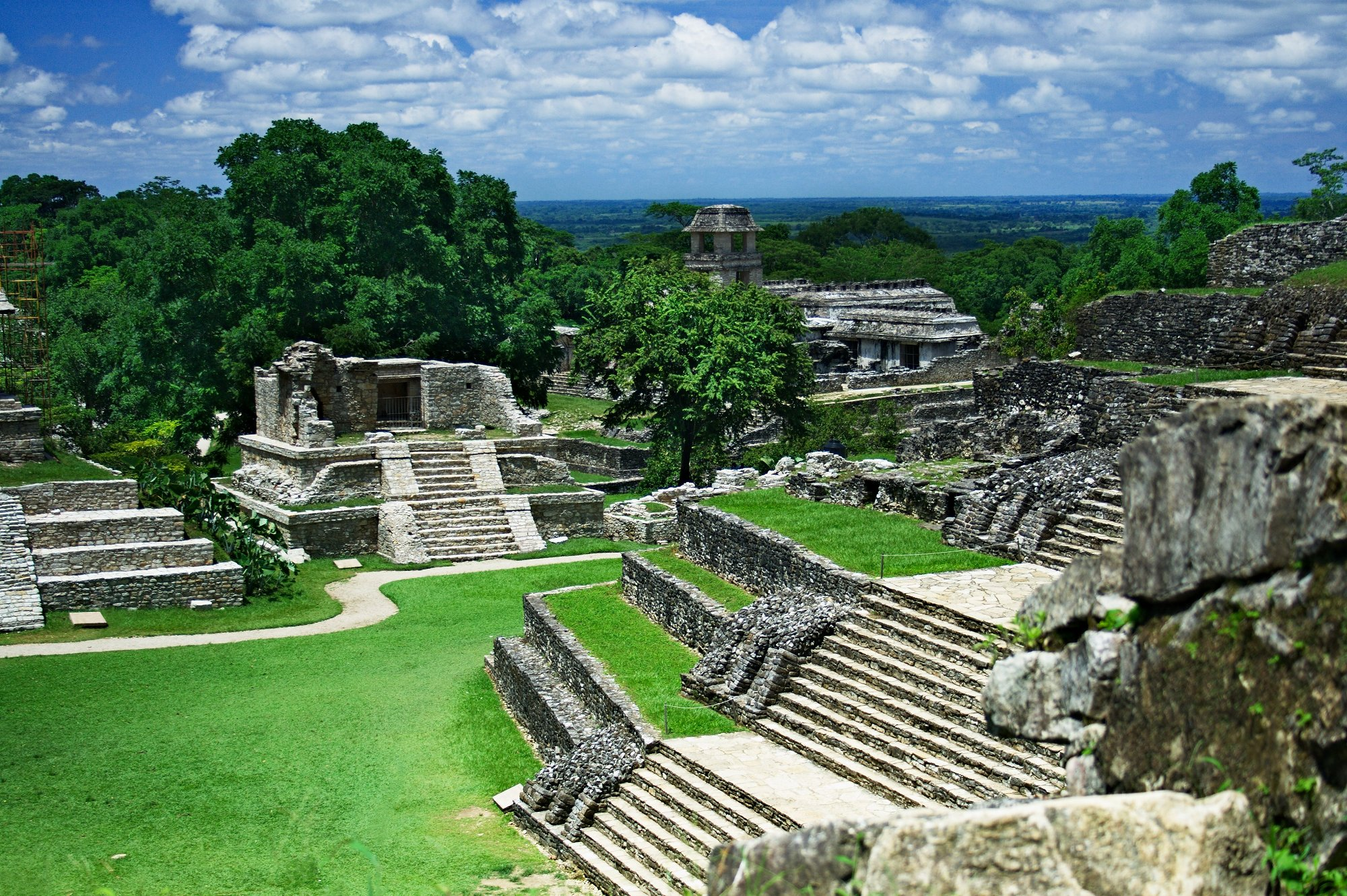
Руїни міста Паленке
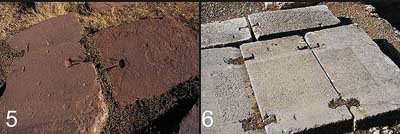
Деталь храмового комплексу Пума Пунку («Ворота Пуми»)